# Pieter-Jan De Rijcke

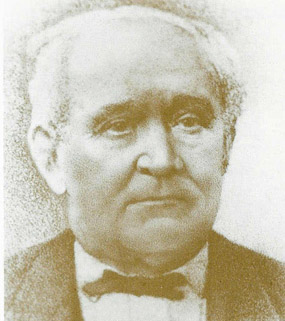
Pieter-Jan De Rijcke.

Pieter-Jan De Rijcke (Zomergem, 20 maart 1816 - aldaar, 31 januari 1897), was landbouwer van beroep op de wijk Ro en burgemeester van Zomergem.

## Biografie
De Rijcke was gedurende 16 jaar burgemeester van de Zomergem. Bovendien was hij meer dan 30 jaar lid van de provincieraad van de provincie Oost-Vlaanderen.
Zijn familie leverde verschillende gemeentebestuurders te Zomergem. De dochter van Pieter-Jan De Rijcke huwde in 1871 met de latere burgervader Felix Lampaert sr., zoon van de burgemeester van Ursel, Ferdinand Lampaert. Kleinzoon Armand Lampaert werd schepen, achterkleinzoon Felix Lampaert jr. was burgemeester van 1953 tot 1971. Achter-achterkleinzoon Luc Lampaert was burgemeester van Zomergem in de periode 1994-2000.
Een andere kleinzoon Emiel De Pauw was burgemeester van Aalter.